# Frankfurter Stadtgeläute

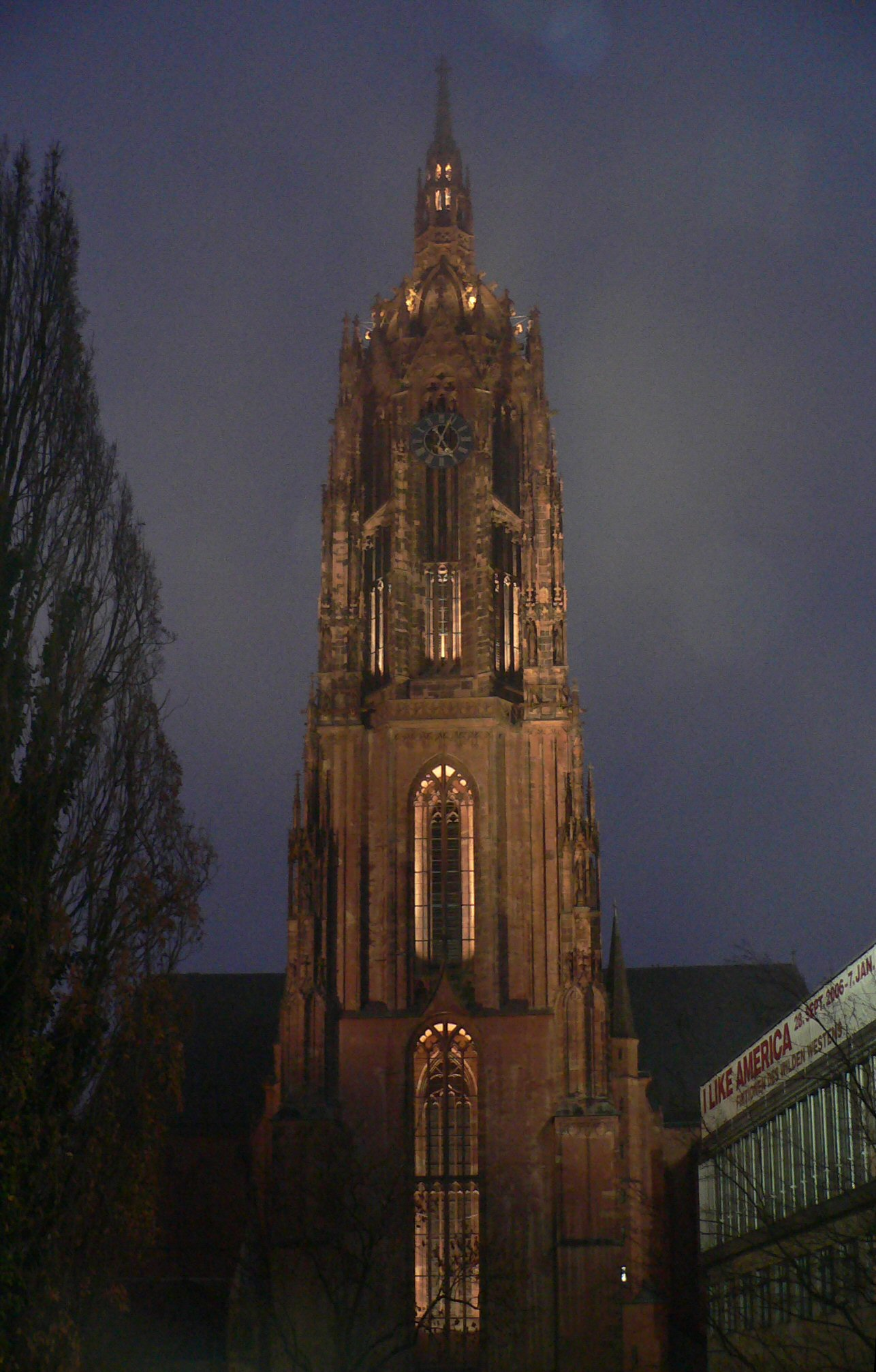
Der Domturm während des Stadtgeläutes am Heiligen Abend

Das Große Frankfurter Stadtgeläute ist die harmonische Abstimmung aller 50 Glocken von zehn Kirchen in der Innenstadt von Frankfurt am Main, die seit der Säkularisation 1803 Eigentum der Stadt sind.
Darüber hinaus bezeichnet es den seit 1856 bestehenden Brauch der Stadt Frankfurt am Main, unabhängig von den Gottesdienstzeiten viermal im Jahr für jeweils 30 Minuten alle Glocken läuten zu lassen. Traditionelle Termine für das Stadtgeläute, entsprechend den Hochfesten des Kirchenjahres, sind
- am Samstag vor dem Ersten Advent um 16:30 Uhr
- am Heiligen Abend um 17:00 Uhr
- am Samstag vor Ostern (Karsamstag) um 16:30 Uhr
- am Samstag vor Pfingsten um 16:30 Uhr.

Auch in der Neujahrsnacht läuten um Mitternacht alle Glocken für eine Viertelstunde.

## Geschichte
Bereits von alters her war es in Frankfurt Brauch, zu bestimmten Gelegenheiten alle Glocken der Stadt gemeinsam läuten zu lassen. Das erste überlieferte Gesamtgeläute fand am 28. und 29. Oktober 1347 zu Ehren des verstorbenen Kaisers Ludwig des Bayern statt. Bei den Kaiserwahlen gehörte das Stadtgeläute zum traditionellen Eröffnungszeremoniell, wenn die Kurfürsten gemeinsam vom Römer zur Wahlkapelle in der Bartholomäuskirche schritten.

### Das Domgeläute vom Mittelalter bis heute

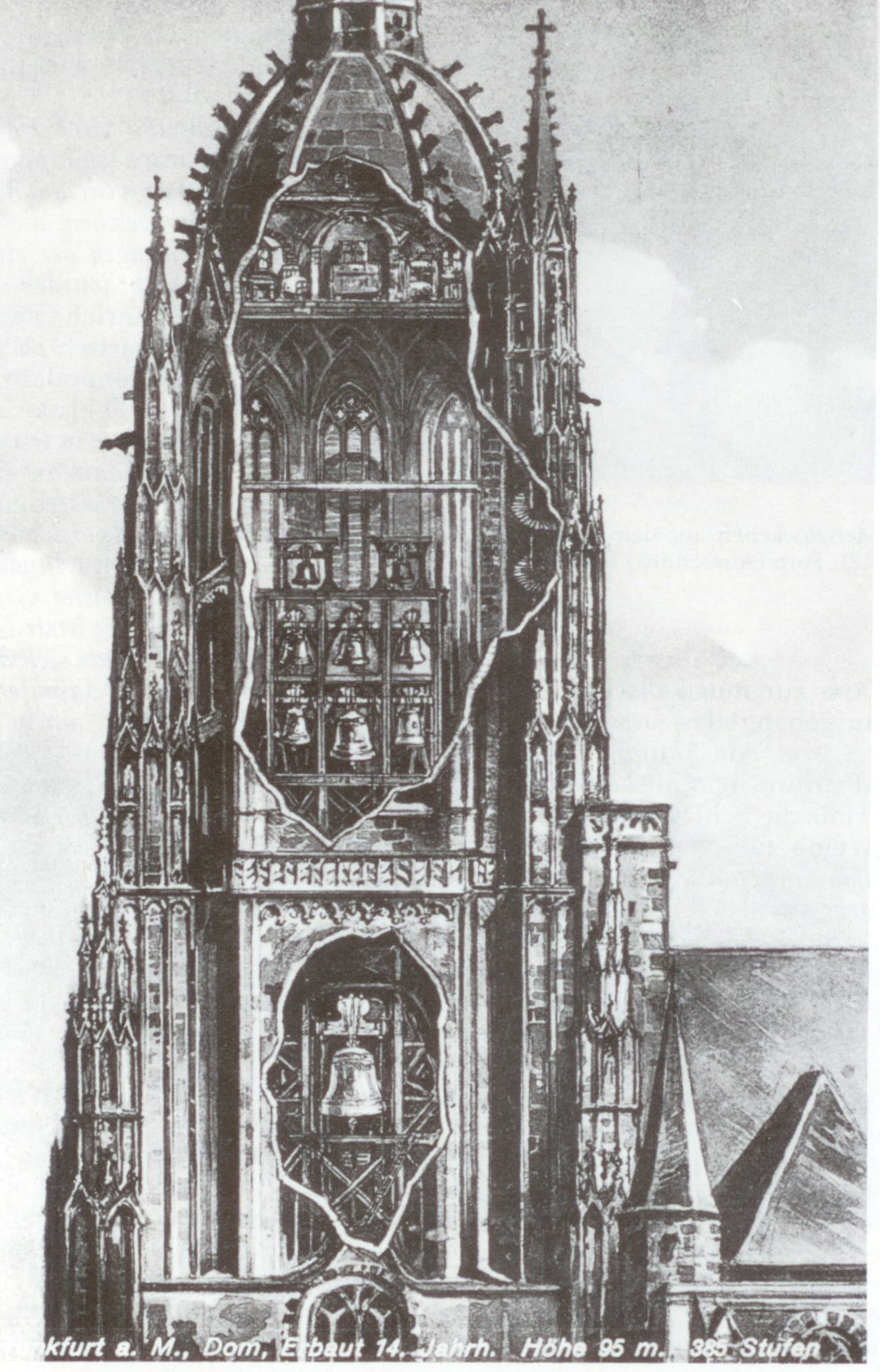
Die Glockenböden im Domturm

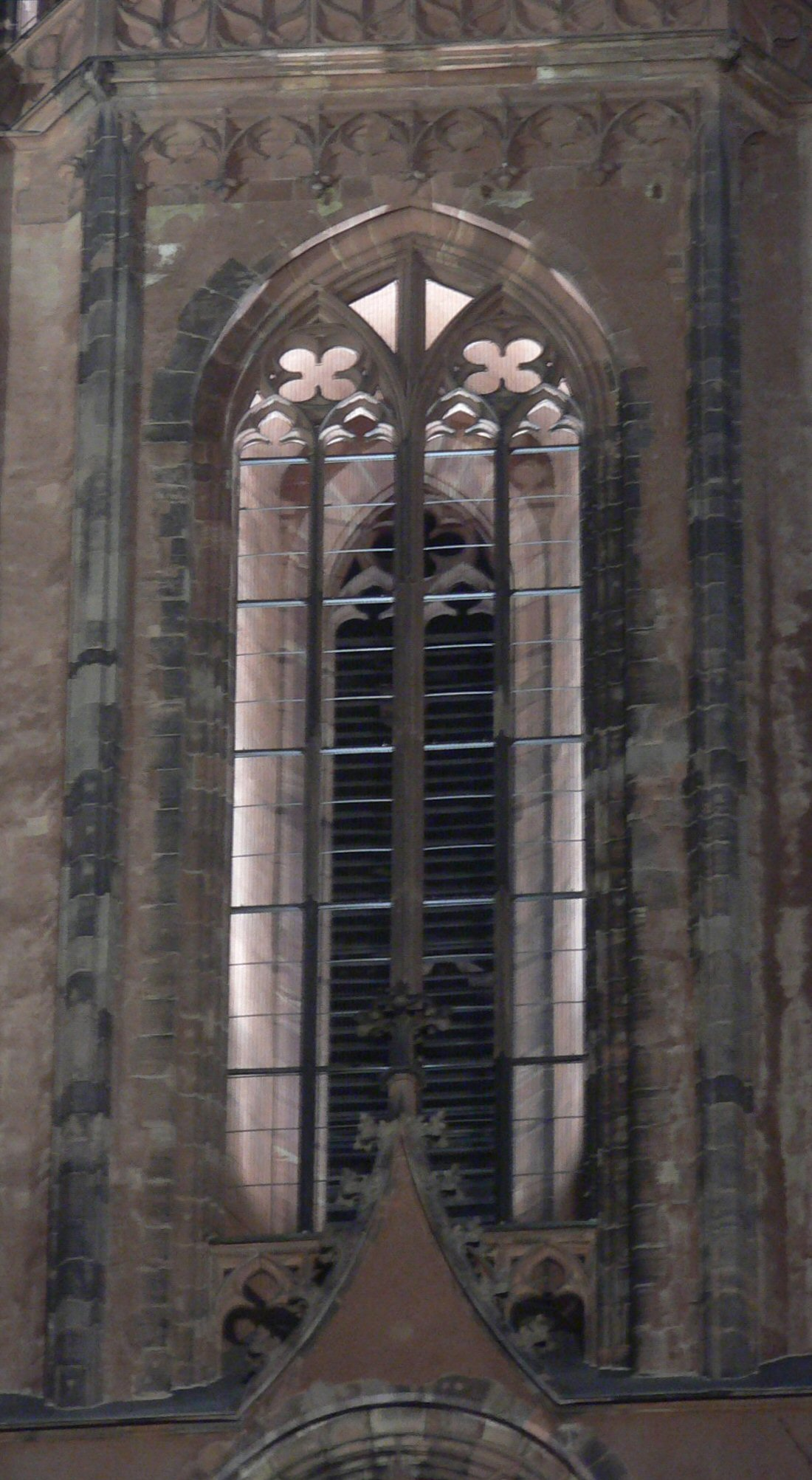
Der untere Glockenboden mit der Gloriosa während des Stadtgeläutes

Einen besonderen Schwerpunkt bildete dabei immer das Geläute des Domes St. Bartholomäus. 1438 wurden die ersten Glocken im Turm der Bartholomäuskirche aufgehängt, dessen Neubau 1415 begonnen hatte. Nach und nach erhielt der Pfarrturm ein Geläute von zehn Glocken, von denen sechs dem Bartholomäusstift und vier der Stadt gehörten. Über den Gebrauch der Glocken lagen das katholische Stift und der Rat der Stadt in beständigem Streit, besonders nach der Einführung der Reformation in Frankfurt im Jahr 1533. Die Stiftsglocken durften im Wesentlichen nur zu liturgischen Anlässen läuten. Drei der städtischen Glocken dienten als Schlagglocken für die Turmuhr, während die Sturmglocke nur in Notfällen geläutet wurde.
Alle Domglocken wurden am 15. August 1867 beim Dombrand zerstört. 1877 erhielt der wiederaufgebaute Dom ein neues Geläute, das von der Gießerei Hermann Große in Dresden geschaffen wurde. Die neun Glocken wiegen zusammen 23.385 kg. Darunter ist auch die 11.850 kg schwere Gloriosa, eine der größten Glocken in Deutschland. Vorbild für diese Glocke war die berühmte Erfurter Gloriosa des Gerhard van Wou im Erfurter Dom.
Für das Geläute wurden fünf Tonnen Bronze aus den Trümmern der zerstörten Glocken sowie 13 Tonnen aus erbeuteten französischen Geschützen des Krieges von 1870/1871 verwendet.
Am 22. März 1878 fand zum Geburtstag des deutschen Kaisers Wilhelm I. das erste Große Stadtgeläute unter Beteiligung der neuen Domglocken statt.
Am 24. Dezember 1878 erließ der Magistrat eine bis heute gültige Satzung, in der der Gebrauch der städtischen Domglocken durch die katholische Kirchengemeinde geregelt ist. Im Gegenzug behielt sich die Stadt das Recht vor, das gesamte Domgeläute für städtische oder nationale öffentliche, nicht kirchliche Zwecke jederzeit zur Verfügung zu behalten. Die Läutemannschaft (für ein einstündiges Geläute aller Domglocken waren 44 Personen erforderlich) wurde zur Hälfte aus dem städtischen Etat bezahlt.
Das Domgeläute überstand den Ersten Weltkrieg unbeschädigt, lediglich die historisch bedeutsame, aber musikalisch unwesentliche Sturmglocke wurde 1917 eingeschmolzen und nicht mehr ersetzt.
Außer den Glocken in den sogenannten Glockenböden des Pfarrturms verfügte der Dom zeitweise noch über weitere Glocken, die nicht Teil des Stadtgeläutes waren. So befand sich z. B. bis zum Dombrand 1867 in der Laterne auf dem Turm eine kleine Sturmglocke, das Gemperlin. Im Dachreiter auf der Vierung hing ebenfalls bis 1867 die Prim- oder Ratsglocke, die zur ersten Morgenmesse um 6 Uhr sowie zu den Ratssitzungen geläutet wurde. Das Messglöckchen im kleinen Dachreiter auf dem Chor musste 1942 abgeliefert werden.
Am 27. August 2005 wurde der Dachreiter auf der Vierung nach eineinhalbjähriger Restaurierung wieder an seinen Platz gesetzt. Bei dieser Gelegenheit wurde auch eine 132 kg schwere Sakramentsglocke aufgehängt, die seitdem während der Messe zur Wandlung läuten soll. Gleichzeitig erhielt auch der Dachreiter auf dem Chor wieder eine kleine Messglocke, die nur 76 kg schwere Marienglocke. Beide Glocken wurden 2004 von der Gießerei Petit & Gebr. Edelbrock in Gescher gegossen und sind nicht Bestandteil des Stadtgeläutes.

### Dotationskirchen
Seit der Einführung der Reformation 1533 wurden die sechs lutherischen Kirchen von der Stadt unterhalten. Mit der Säkularisation 1803 fielen auch alle katholischen Stifts- und Klosterkirchen sowie der übrige Kirchenbesitz an die Stadt, die damit auch für ihren Unterhalt zu sorgen hatte. Am 2. Februar 1830 erließ die Freie Stadt Frankfurt nach langen Verhandlungen die beiden Dotationsurkunden für die evangelisch-lutherischen (nicht jedoch die evangelisch-reformierten) und die katholischen Kirchen, in denen die staatlichen Pflichten für den Unterhalt der Kirchen und ihrer Ausstattung sowie für die Besoldung der Geistlichkeit geregelt waren. Die Kirchen wurden den jeweiligen Gemeinden „für deren Cultus zum immerwährenden und alleinigen Gebrauch“ übertragen. Die Stadt ist verpflichtet, die „Kirchengebäude und Zugehörungen, wie die Orgeln und dergleichen, fortwährend in gutem Zustande“ zu erhalten.
1866 annektierte Preußen die Freie Stadt Frankfurt. Im Frankfurter Rezeß wurde 1869 das Vermögen der Freien Stadt aufgeteilt. Vermögen mit eher staatlichem Charakter sollte dem Königreich Preußen anheimfallen, kommunales Vermögen der preußischen Stadt Frankfurt am Main. Dabei wurden die Dotationsverpflichtungen auf die Stadt Frankfurt am Main übertragen.
Nach einer Reihe von Veränderungen im Laufe der Zeit gibt es heute acht Dotationskirchen in Frankfurt am Main: fünf evangelische (Katharinenkirche, Peterskirche, Heiliggeistkirche, Dreikönigskirche und Alte Nikolaikirche), sowie drei katholische (Dom, Liebfrauenkirche und Leonhardskirche). Das Karmeliterkloster und die Paulskirche gehören ebenfalls der Stadt, zählen aber nicht zu den Dotationskirchen, weil sie nicht mehr kirchlich genutzt werden.
Die Stadt Frankfurt hat ihre Verpflichtung aus der Dotation stets wahrgenommen. Dazu gehörte auch der Wiederaufbau der im Zweiten Weltkrieg während der Luftangriffe auf Frankfurt am Main zerstörten Kirchen. Aus der Dotation ergibt sich die im Vergleich zu anderen deutschen Städten einmalige Situation, dass auch sämtliche Glocken innerhalb der historischen Stadtmauern nicht den Kirchengemeinden, sondern der städtischen Gemeinde gehören. Einzige Ausnahme ist die Deutschordenskirche in Sachsenhausen, die bei der Säkularisation nicht an die Stadt Frankfurt fiel, sondern an den Fürsten Friedrich August von Nassau-Usingen und nach verschiedenen Eigentümerwechseln 1881 wieder in den Besitz der katholischen Kirche gelangte.

### Das Große Stadtgeläute als städtische Institution
Am 6. Mai 1856 beschloss der Senat der Freien Stadt Frankfurt: „Es hat inskünftig an den hohen Festen: Ostern, Pfingsten und Weihnachten jeweils am Abend vorher von 5–6 Uhr, als auch am ersten Festtage Morgens von 7 bis 8 Uhr ein allgemeines Geläute durch sämtliche Glocken stattzufinden.“ Dieses heute so genannte Große Stadtgeläute wurde mehrmals bestätigt, zuletzt durch Magistratsbeschluss vom 29. September 1978. Seitdem findet das Große Stadtgeläute viermal jährlich „als Bereicherung für die Bürger“ und als „Beitrag zur Förderung des Fremdenverkehrs“ regelmäßig statt.

### Zweiter Weltkrieg und Wiederaufbau
Bis zum Zweiten Weltkrieg waren die Glocken des Stadtgeläutes musikalisch nicht aufeinander abgestimmt. Obwohl schon im Ersten Weltkrieg viele wertvolle Glocken eingeschmolzen wurden, blieben die älteren Glocken der Dotationskirchen und auch das Domgeläute unbeschädigt. 1944 wurden sämtliche Dotationskirchen außer der Leonhardskirche im Bombenkrieg bei den Luftangriffen auf Frankfurt am Main zerstört. In den meisten Fällen bedeutete das auch für die in den Kirchen verbliebenen Glocken das Ende. Allerdings waren bereits 1940 alle Bronzeglocken im Reich als Metallspende des deutschen Volkes zur Schaffung einer langfristigen Rohstoffreserve beschlagnahmt worden. Lediglich eine Glocke, meist die kleinste eines Geläutes, durfte jeweils als Läuteglocke auf den Türmen verbleiben.
Auch die meisten Frankfurter Glocken mussten 1942 an die Reichsstelle für Metalle abgeliefert werden, darunter acht der neun Domglocken bis auf die Bartholomäusglocke. Aufgrund günstiger Umstände blieben die Domglocken aber unversehrt. Sie befanden sich bei Kriegsende auf dem Hamburger Glockenfriedhof und konnten im Oktober 1947 wieder nach Frankfurt zurückgeholt werden, wo auch die verbliebene Bartholomäusglocke den Krieg unbeschädigt überstanden hatte.
1954 ließ die Stadt durch den Mainzer Glocken- und Orgelsachverständigen Paul Smets (1901–1960) und den Glockengießer Fritz Rincker (1895–1969) aus Sinn ein Gutachten erstellen, um die beim anstehenden Wiederaufbau der Dotationskirchen neu zu schaffenden Geläute zu konzipieren. Smets schlug vor, alle Glocken harmonisch aufeinander abzustimmen. Das zwei Oktaven umfassende neunstimmige Domgeläute bildet dabei die Grundlage. Die übrigen Dotationskirchen erhielten neue Geläute, deren Stimmung von Smets festgelegt wurde. Eine Besonderheit bildete lediglich die Paulskirche, die bereits 1948 wiederaufgebaut worden war und dabei ein neues Geläute erhalten hatte. Die drei erhaltenen historischen Glocken von 1685 bzw. 1830 waren dabei nicht berücksichtigt worden. 1987 wurden deshalb die klanglich nicht zum Stadtgeläute passenden Glocken von 1948 dem Historischen Museum der Stadt übergeben und durch neugegossene Glocken entsprechend dem Smets-Gutachten ersetzt.
Mit dem neuen Paulskirchengeläute war das musikalische Konzept eines harmonisch abgestimmten Stadtgeläutes im Wesentlichen verwirklicht, wenn auch im strengen Sinne erst die 1995 gegossenen Glocken des Karmeliterklosters das Stadtgeläute vollendeten. Eine zentrale elektronische Steuerung erhielten die zehn Geläute nicht. Mit den in vielen Kirchen vorhandenen dezentralen Steuerungen können die Läutemaschinen individuell für das Stadtgeläute programmiert werden, wenn nicht die Handbedienung bevorzugt wird.
Wegen der COVID-19-Pandemie in Deutschland und der damit verbundenen Kontaktbeschränkungen konnte das Stadtgeläute 2020 nicht wie üblich stattfinden. Die Stadt lud dazu ein, das Stadtgeläute stattdessen online auf der städtischen Website zu verfolgen.

## Disposition
| Dom  | Katharinen | Paul | Liebfrauen | Nikolai | Leonhard | Dreikönige | Peter | Heiliggeist | Karmeliter |
| ---- | ---------- | ---- | ---------- | ------- | -------- | ---------- | ----- | ----------- | ---------- |
| e0   |            |      |            |         |          |            |       |             |            |
|      |            | fis0 |            |         |          |            |       |             |            |
| a0   |            |      |            |         |          |            |       |             |            |
|      | h0         | h0   |            |         |          |            |       |             |            |
| cis1 |            | cis1 |            |         |          |            | cis1  |             |            |
|      | d1         |      |            |         |          |            |       |             |            |
| e1   | e1         | e1   | e1         |         |          | e1         | e1    |             |            |
| fis1 | fis1       |      |            |         | fis1     | fis1       | fis1  |             |            |
|      |            |      | g1         |         |          | g1         |       |             |            |
| gis1 |            |      |            | gis1    |          |            | gis1  |             |            |
| a1   |            |      | a1         |         | a1       | a1         |       | a1          |            |
| h1   |            |      |            | h1      | h1       | h1         |       | h1          |            |
|      |            |      | c2         |         |          |            |       |             | c2         |
| cis2 |            |      |            | cis2    | cis2     |            |       | cis2        |            |
|      |            |      | d2         |         |          |            |       |             | d2         |
|      |            |      |            | e2      | e2       |            |       |             |            |
|      |            |      |            |         |          |            |       |             | f2         |
|      |            |      |            |         |          |            |       |             | g2         |

| Dom  | Katharinen | Paul | Liebfrauen | Nikolai | Leonhard | Dreikönige | Peter | Heiliggeist | Karmeliter |
| ---- | ---------- | ---- | ---------- | ------- | -------- | ---------- | ----- | ----------- | ---------- |
| e0   |            |      |            |         |          |            |       |             |            |
|      |            | fis0 |            |         |          |            |       |             |            |
| a0   |            |      |            |         |          |            |       |             |            |
|      | h0         | h0   |            |         |          |            |       |             |            |
| cis1 |            | cis1 |            |         |          |            | cis1  |             |            |
|      | d1         |      |            |         |          |            |       |             |            |
| e1   | e1         | e1   | e1         |         |          | e1         | e1    |             |            |
| fis1 | fis1       |      |            |         | fis1     | fis1       | fis1  |             |            |
|      |            | g1   | g1         |         |          | g1         |       |             |            |
| gis1 |            |      |            | gis1    |          |            | gis1  |             |            |
| a1   |            |      | a1         |         | a1       | a1         |       | a1          |            |
| h1   |            | h1   |            | h1      | h1       | h1         |       | h1          |            |
|      |            |      | c2         |         |          |            |       |             |            |
| cis2 |            |      |            | cis2    | cis2     |            |       | cis2        |            |
|      |            |      | d2         |         |          |            |       |             |            |
|      |            |      |            | e2      | e2       |            |       |             |            |
|      |            |      |            |         | fis2     |            |       |             |            |
|      |            |      |            |         |          |            |       |             | c3         |
|      |            |      |            |         |          |            |       |             | d3         |
|      |            |      |            |         |          |            |       |             | f3         |
|      |            |      |            |         |          |            |       |             | g3         |

Die beiden kleinen Glocken der Paulskirche sowie die kleinste Glocke von St. Leonhard waren ursprünglich nicht in Smets’ Planung enthalten. Das Geläut der Karmeliterkirche war eine Oktave tiefer geplant. Smets unterschied drei Klanggruppen, deren eine das Domgeläut in Dur bildete, die zweite eines in Moll (Pauls-, Katharinen- und Liebfrauenkirche). Die Glocken der dritten Gruppe (Alte Nikolaikirche, St. Leonhard und Dreikönigskirche) fügten sich vermittelnd in den Gesamtklang ein. Daneben stehen noch die Geläute der Peterskirche und der Heiliggeistkirche, während die Karmeliterkirche die Klangkrone bilden sollte, um „den glanzvollen Abschluss des Gesamtgeläutes nach oben“ zu bewirken.
Das vierstimmige Geläute der Deutschordenskirche in Sachsenhausen, auf der anderen Mainseite gegenüber der Innenstadt, ist ebenfalls harmonisch auf das Stadtgeläut abgestimmt.
Die einzelnen Geläute werden im Folgenden in der Reihenfolge ihrer Entstehung beschrieben.

### Dom St. Bartholomäus

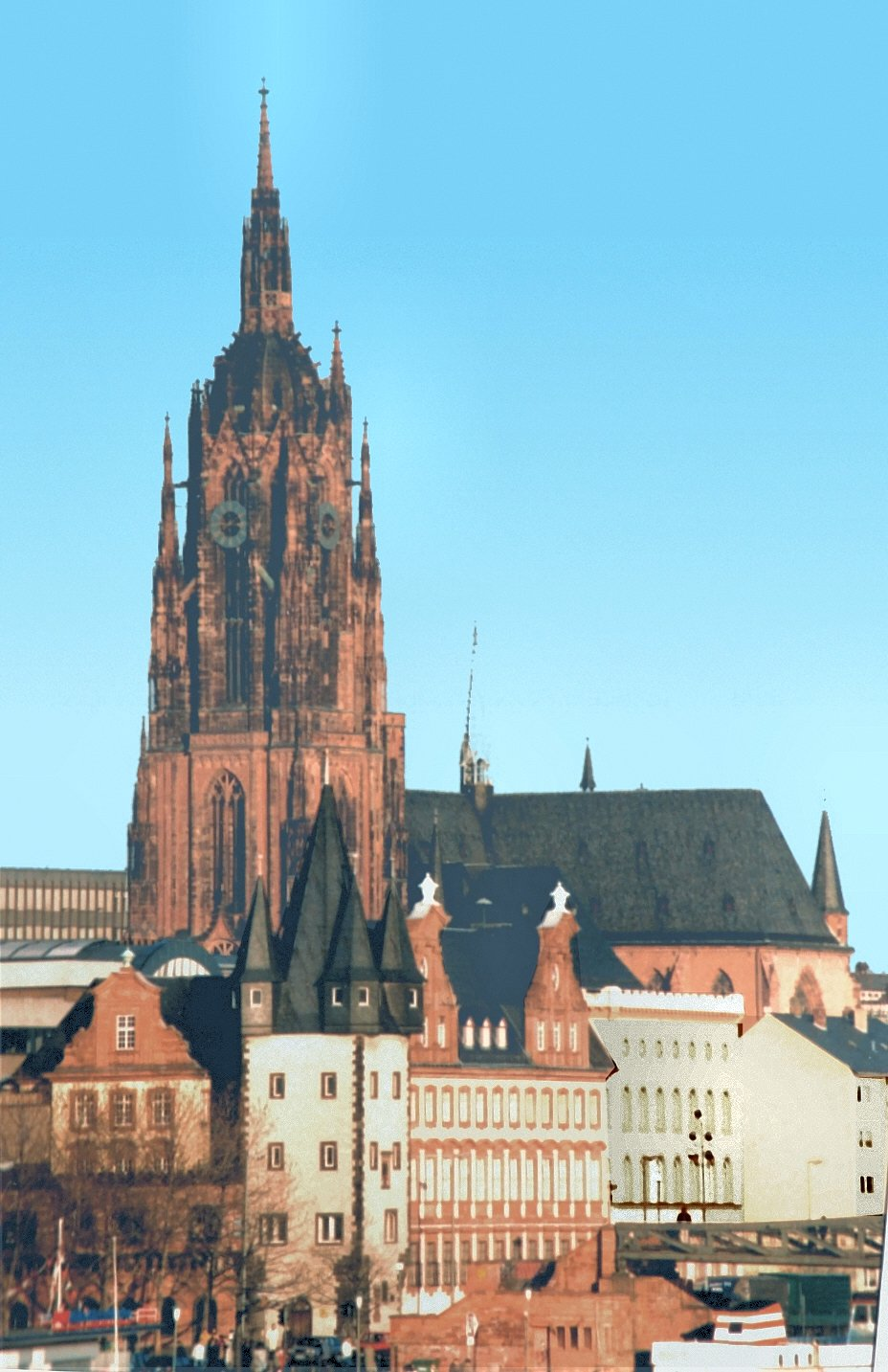
Dom St. Bartholomäus

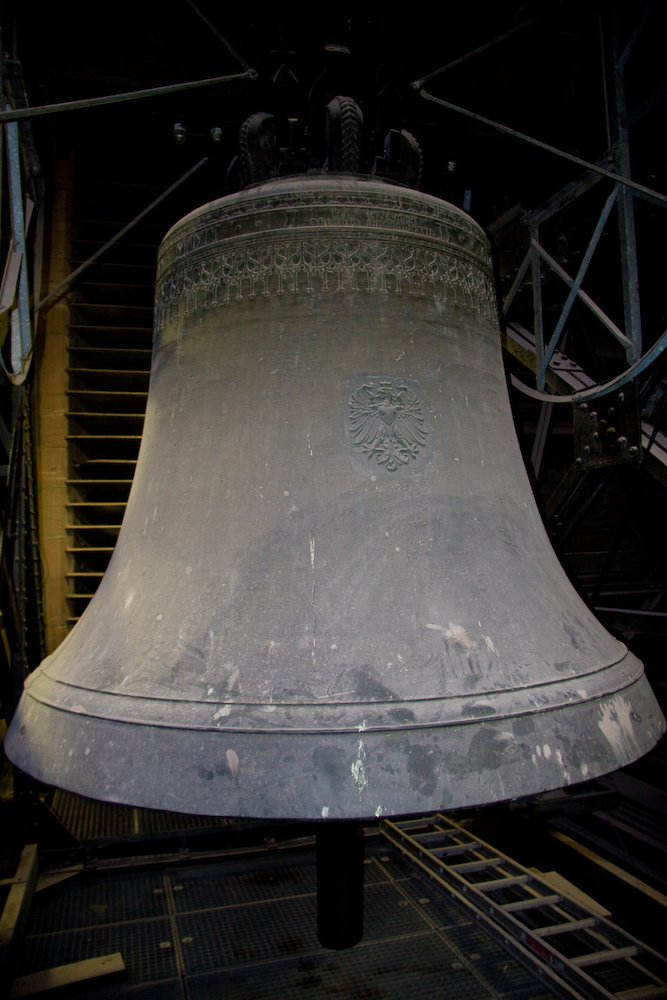
Die Gloriosa ist die größte Glocke im Stadtgeläute

Das neunstimmige Geläute des Domes wurde von Hermann Große in Dresden 1877 gegossen und hat ein Gesamtgewicht von 23384,5 kg; die Hälfte davon entfällt auf die Gloriosa. Im Jahr 1987 mussten Gloriosa und Bartholomäus wegen Gussfehlern aufgeschweißt werden, wodurch sich auch ihre Abklingdauer um jeweils 60 Sekunden verlängerte.
Vier Glocken dienen dem Uhrschlag: Den Viertelstundenschlag geben die Kleinste Glocke und Johannes (9 und 7), den vollen Stundenschlag Salveglocke und Bartholomäus an (4 und 3).
Die Glocken haben, mit der größten beginnend, folgende – hier nicht buchstabengetreu wiedergegebene – Inschriften (in Klammern deutsche Übersetzung).

| Nr. | Name             | Schlagton (HT-1/16) | Gewicht (kg) | Durchmesser (mm) | Inschrift |
| 1   | Gloriosa         | e0 +1               | 11950        | 2585             | Gloriosa nominor Guilelmus imperator dono dedit fecit I. G. Grosse Dresden MDCCCLXXVII. („Gloriosa bin ich genannt, Kaiser Wilhelm stiftete mich, J. G. Große, Dresden, schuf mich 1877“.) |
| 2   | Carolus          | a0 −4               | 4630         | 1924             | gloria tibi trinitas aequalis una deitas et ante omnia saecula et nunc et in perpetuum anno domini MDCCCLXXVII fecit I. G. Grosse Dresden. Osanna in excelsis deo. („Ehre dir Dreieinigkeit, gleich und eins in der Gottheit, wie es war vor aller Zeit so auch jetzt und in Ewigkeit. Im Jahre des Herrn 1877 fertigte mich J. G. Große, Dresden. Hosanna Gott in der Höhe“.) |
| 3   | Bartholomäus     | cis1 −3             | 2380         | 1547             | libera nos salva nos iustifica nos o beata trinitas MDCCCLXXVII fecit I. G. Grosse Dresden („Befreie uns, rette uns, rechtfertige uns, o Heilige Dreifaltigkeit. 1877 fertigte mich J. G. Große, Dresden“.) |
| 4   | Salveglocke      | e1 +1               | 1520         | 1291             | ave Maria gratia plena dns tecum („Gegrüßt seist du, Maria, voll der Gnade, der Herr ist mir Dir“.) |
| 5   | Mettenglocke     | fis1 ±0             | 984          | 1147             | Durch das Feuer bin ich geflossen XV August MDCCCLXVII zur Ehre Gottes hat man mich gegossen MDCCCLXXVII I. G. Grosse Dresden. |
| 6   | Kleine Uhrglocke | gis1 −4             | 689,5        | 1020             | turris fortissima nomen domini ad ipsum currit iustus et exaltabitur. („Der stärkste Turm ist der Name des Herrn, zu ihm geht der Gerechte und wird erhöht werden“.) |
| 7   | Johannes         | a1 ±0               | 552          | 946              | soli deo gloria Gott allein die Ehre. Im Namen Gottes floss ich, I. G. Grosse in Dresden goss mich. |
| 8   | Zeitglocke       | h1 −1               | 403          | 851              | gloria in excelsis deo et in terra pax hominibus bonae voluntatis MDCCCLXXVII („Ehre sei Gott in der Höhe und Friede auf Erden den Menschen seines Wohlgefallens 1877“.) |
| 9   | Kleinste Glocke  | cis2 +5             | 276          | 752              | o rex gloriae veni cum pace MDCCCLXXVII („O König der Herrlichkeit, komme mit Frieden 1877“.) |

### Katharinenkirche

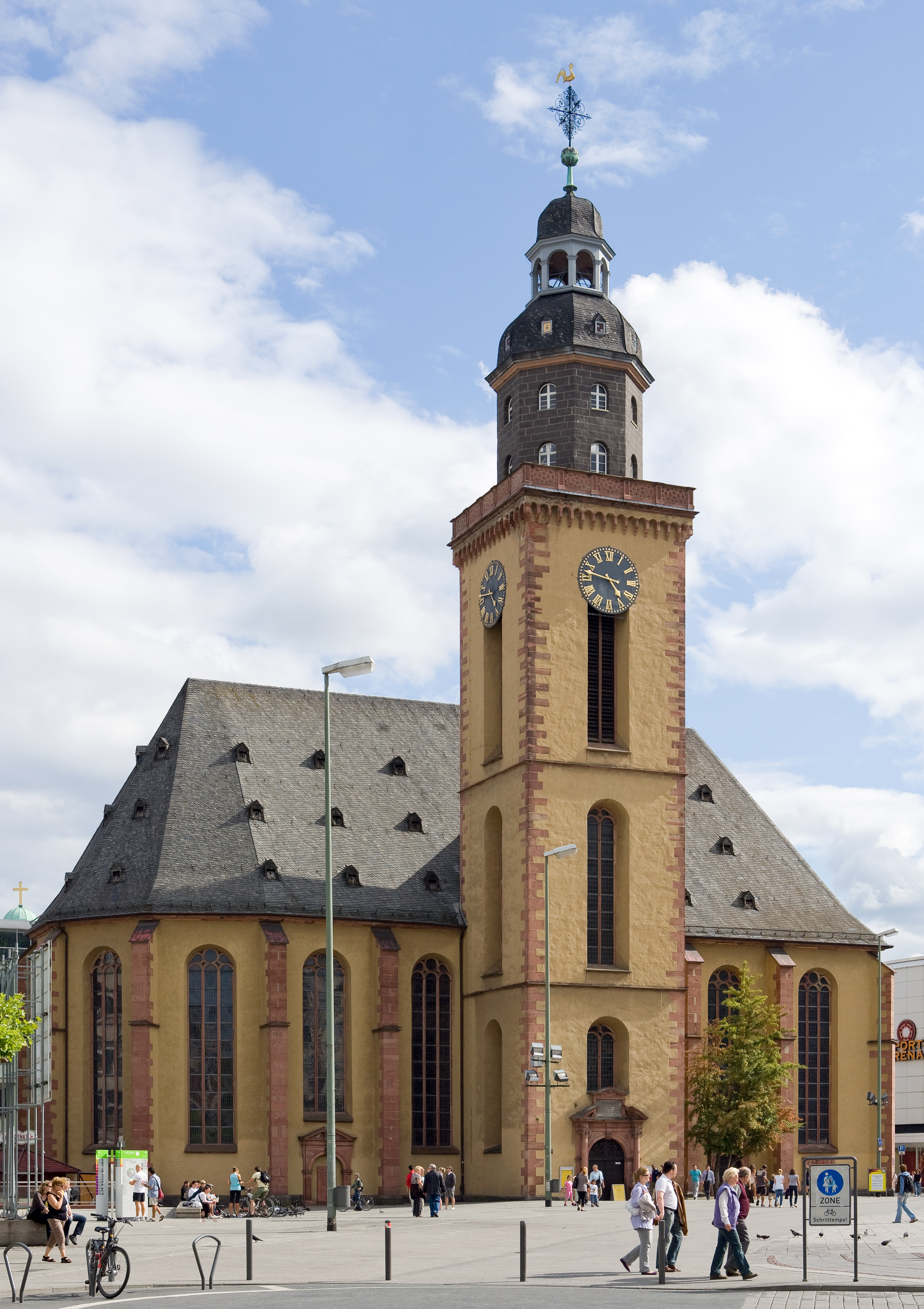
Katharinenkirche

Die Katharinenkirche erhielt 1954 ein Geläute aus vier Glocken, die von der Gießerei Rincker in Sinn gegossen wurden:

| Nr. | Name             | Schlagton (HT-1/16) | Gewicht (kg) | Durchmesser (mm) | Inschrift |
| 1   | Wahrheitsglocke  | h0 −2               | 2964         | 1715             | Wer aus der Wahrheit ist, der hoeret meine Stimme (Joh 18,57 ) |
| 2   | Katharinenglocke | d1 −1               | 2280         | 1520             | Der Name des Herrn ist ein festes Schloss; der Gerechte laeuft dahin und wird beschirmt (Spr 18,10 )                                                                      |
| 3   | Kreuzglocke      | e1 ±0               | 1575         | 1350             | Ich bin die Auferstehung und das Leben (Joh 11,25 ) |
| 4   | Pelikanglocke    | fis1 −1             | 1124         | 1200             | Ex vulnere salus et vita („Aus der Wunde Heil und Leben“ – der Pelikan, der nach einer Legende die Jungen mit seinem Blut nährt, ist ein altes Symbol für Jesus Christus) |

Die vier Glocken wiegen zusammen 7943 kg, damit ist das Geläute nach dem Dom und der Paulskirche das drittgrößte des Stadtgeläutes.

### Liebfrauenkirche

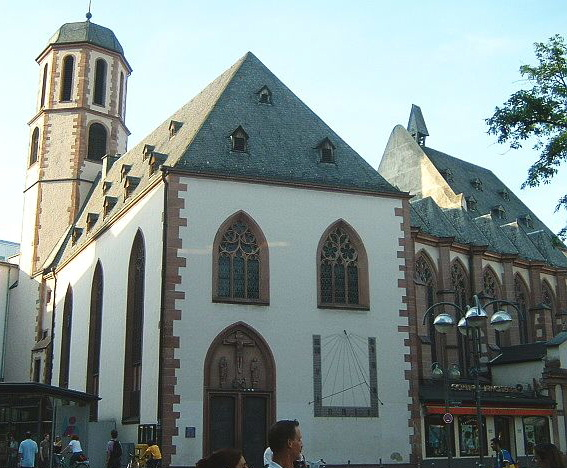
Liebfrauenkirche

Die Liebfrauenkirche erhielt beim Wiederaufbau 1954 fünf Glocken der Gießerei Gebr. Rincker mit einem Gesamtgewicht von 3619 kg.
Die Angelusglocke, die 1745 von Benedict und Johann Schneidewind in Frankfurt gegossen wurde, hängt im Dachreiter auf dem Chor der Kirche. Sie ist nicht Bestandteil des Stadtgeläutes.

| Nr. | Name       | Schlagton (HT-1/16) | Gewicht (kg) | Durchmesser (mm) | Inschrift (lateinisch)                                                                                                |
| 1   | Josef      | e1 −4               | 1495,5       | 1325             | St. Josef. Mache, dass wir ein unschuldiges Leben führen.                                                             |
| 2   | Maria      | g1 −2               | 883          | 1115             | St. Maria. Die Jungfrau Maria möge uns segnen mit dem göttlichen Kind.                                                |
| 3   | Franziskus | a1 −2               | 632,5        | 1000             | St. Franziskus. Mein Gott und mein Alles.                                                                             |
| 4   | Bonifatius | c2 −1               | 355          | 832              | St. Bonifatius. Ihr werdet meine Zeugen sein bis an das Ende der Erde.                                                |
| 5   | Elisabeth  | d2 −3               | 253          | 745              | St. Elisabeth. Selig sind die Barmherzigen, denn sie werden Barmherzigkeit erlangen.                                  |
| 6   | Angelus    | e2 −7               | 129          | 610              | Höre das tönende Erz, du heilige Schar des Volkes, komm bei seinem Klang, von Gottes Lob mögen die Stimmen erklingen. |

### St. Leonhard

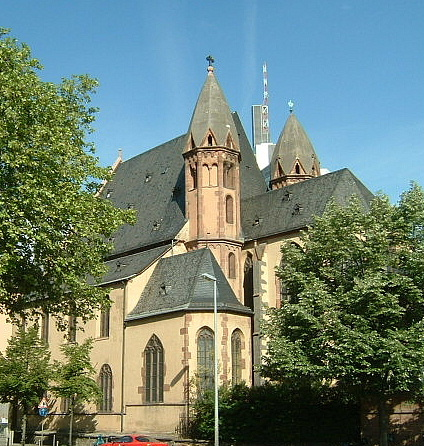
Leonhardskirche

Das sechsstimmige Geläute der katholischen Pfarr- und ehemaligen Stiftskirche St. Leonhard wurde 1956 von Friedrich Wilhelm Schilling in Heidelberg gegossen. Es hat ein Gesamtgewicht von 2619 kg. Die Glocken haben folgende Maße und Inschriften (Übersetzung in Klammern):

| Nr. | Name      | Schlagton (HT-1/16) | Gewicht (kg) | Durchmesser (mm) | Inschrift                                                                         |
| 1   | Christus  | fis1 +1             | 890          | 1094             | PAX VOBIS („Friede sei mit euch“)                                                 |
| 2   | Maria     | a1 +2               | 603          | 953              | AVE MARIA („Gegrüßt seist du Maria“)                                              |
| 3   | Johannes  | h1 ±0               | 409          | 847              | DEUS CARITAS („Gott ist die Liebe“)                                               |
| 4   | Petrus    | cis2 ±0             | 290          | 753              | TV ES PETRVS („Du bist Petrus“)                                                   |
| 5   | Georgius  | e2 +2               | 249          | 704              | GEORGIVS GLORIOSVS CHRISTI ATHLETA („Georg ist siegreicher Kämpfer für Christus“) |
| 6   | Leonardus | fis2 +4             | 178          | 629              | LEONARDVS PATRONVS („Leonhard, Patron“)                                           |

### Alte Nikolaikirche

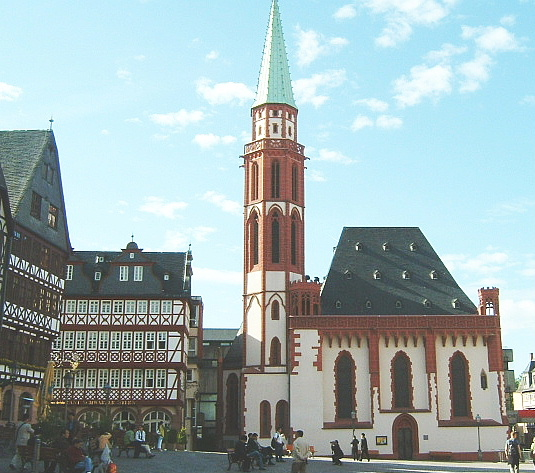
Nikolaikirche

Aufgrund ihres schlanken Turmes sind die vier 1956 von der Gießerei Rincker in Sinn gegossenen Glocken relativ klein und klingen in ein- bis zweigestrichener Tonlage. Sie wiegen zusammen 1319 kg und tragen folgende Inschriften:

| Nr. | Name              | Schlagton (HT-1/16) | Gewicht (kg) | Durchmesser (mm) | Inschrift                                                                                      |
| 1   | Versöhnungsglocke | gis1 −3             | 584          | 1006             | Lasset euch versöhnen mit Gott (2 Kor 5,20 )                                                   |
| 2   | Christusglocke    | h1 −3               | 351          | 847              | Einer ist euer Meister, Christus (Mt 23,10 )                                                   |
| 3   | Dankesglocke      | cis2 −2             | 238          | 752              | Das ist ein köstlich Ding, dem Herrn danken und lobsingen deinem Namen, du Höchster (Ps 92,2 ) |
| 4   | Gebetsglocke      | e2 −3               | 145,5        | 634              | Wenn ich dich anrufe, erhörst du mich und gibst meiner Seele große Kraft (Ps 138,3 )           |

Außerdem besitzt diese Kirche seit 1939 ein Glockenspiel, das nicht Teil des Stadtgeläutes ist. Es wurde 1957 gegossen und 1959 und 1994 auf insgesamt 47 Glocken erweitert. Es deckt den Tonumfang von g1 bis c5 ab (davon c2 bis c5 chromatisch) ab. Die Glocken wiegen zusammen 3500 kg, wobei die größte von ihnen allein 560 kg schwer ist. Es ist täglich dreimal um fünf Minuten nach der vollen Stunde um 09:05, 12:05 und 17:05 Uhr zu hören. Dabei werden jeweils zwei programmierte Melodien abgespielt, ein Kirchen- und ein Volkslied. Das Glockenspiel ist zudem über eine Klaviatur und Pedale spielbar. Solche Konzerte finden im Allgemeinen nur zu besonderen Anlässen statt.

### Dreikönigskirche

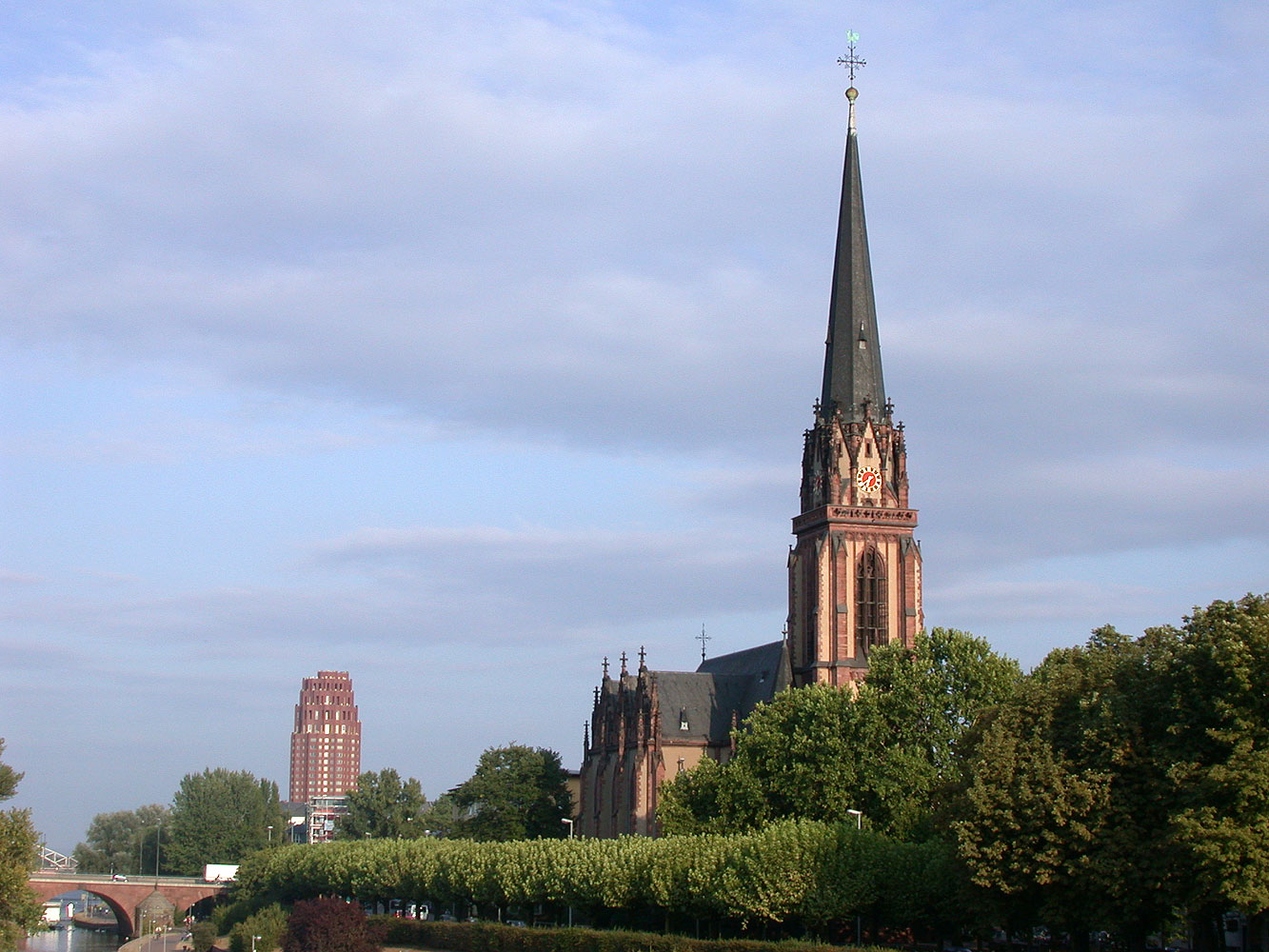
Dreikönigskirche, Sachsenhausen

Die fünf Glocken der Dreikönigskirche stammen von der Gießerei Gebr. Bachert in Bad Friedrichshall-Kochendorf. Sie wurden 1956 gegossen und wiegen zusammen 3984 kg.

| Nr. | Name               | Schlagton (HT-1/16) | Gewicht (kg) | Durchmesser (mm) | Inschrift                                                                         |
| 1   | Erlöserglocke      | e1 −5               | 1398         | 1310             | Tröstet, tröstet mein Volk. Lasset euch versöhnen mit Gott.                       |
| 2   | Evangelistenglocke | fis1 −6             | 929          | 1160             | Des Herren Wort bleibet in Ewigkeit. Gottes Wort ist nicht gebunden.              |
| 3   | Dreikönigsglocke   | g1 −4               | 724          | 1090             | Wir haben seinen Stern gesehen und sind gekommen, um ihn anzubeten.               |
| 4   | Lutherglocke       | a1 −7               | 542          | 975              | Gott ist unsere Zuversicht und Stärke. Ist Gott für uns – wer mag wider uns sein? |
| 5   | Mahnglocke         | h1 −6               | 391          | 865              | Siehe, ich komme bald, wer aber bis ans Ende beharret, der wird selig.            |

### Heiliggeistkirche

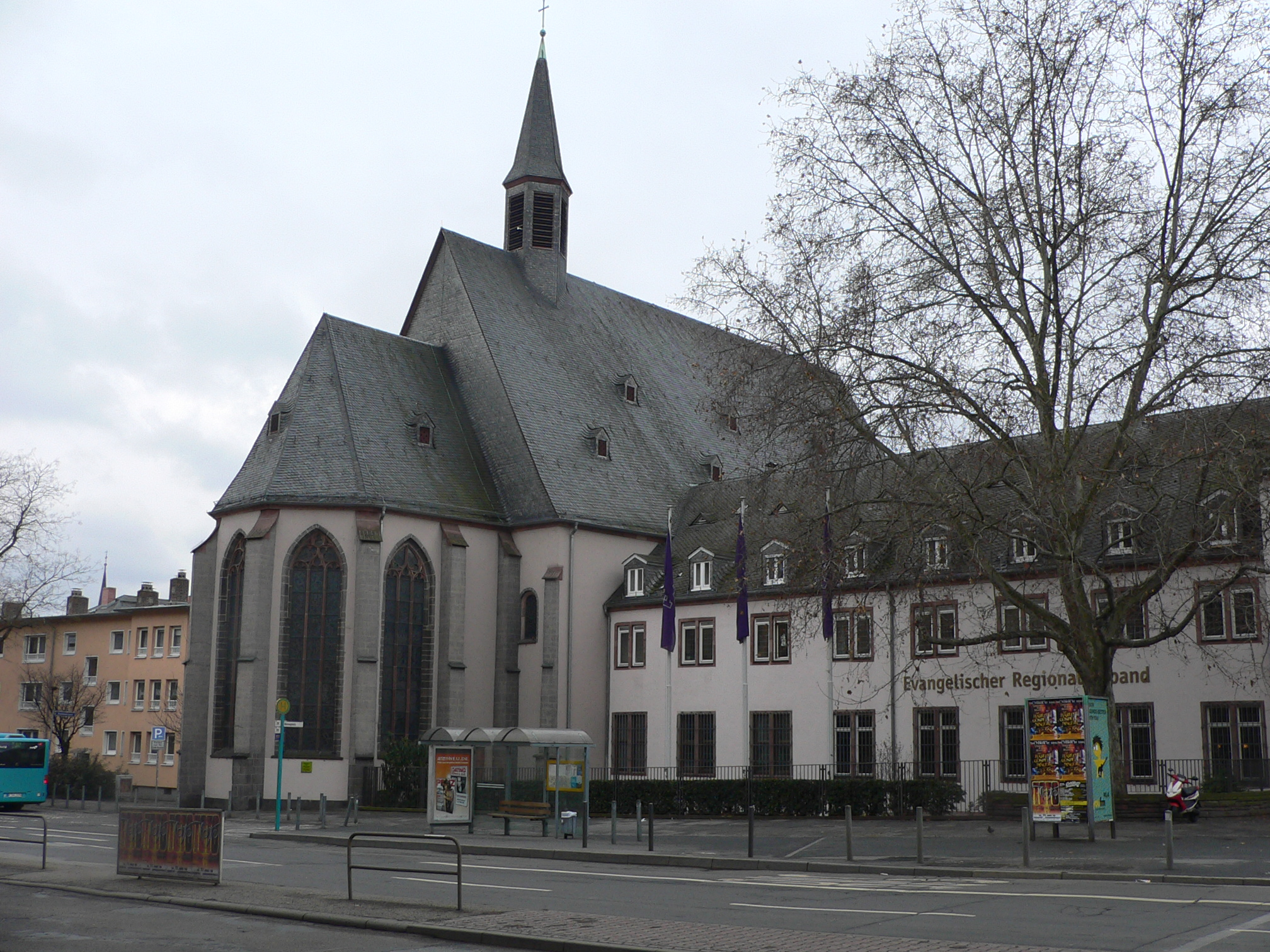
Heiliggeistkirche

Die Heiliggeistkirche im Dominikanerkloster erhielt 1958 ein kleines Geläute aus drei Glocken von Gebr. Rincker. Sie wiegen zusammen 841 kg und decken sich mit den drei kleinsten Glocken des Domgeläuts.

| Nr. | Name              | Schlagton (HT-1/16) | Gewicht (kg) | Durchmesser (mm) | Inschrift                   |
| 1   | Heiliggeistglocke | a1 −2               | 391          | 883              | Herre Gott, Heiliger Geist  |
| 2   | Zeugenglocke      | h1 ±0               | 267          | 787              | Ihr sollt meine Zeugen sein |
| 3   | Betglocke         | cis2 +1             | 183          | 697              | Betet ohne Unterlass        |

### Peterskirche

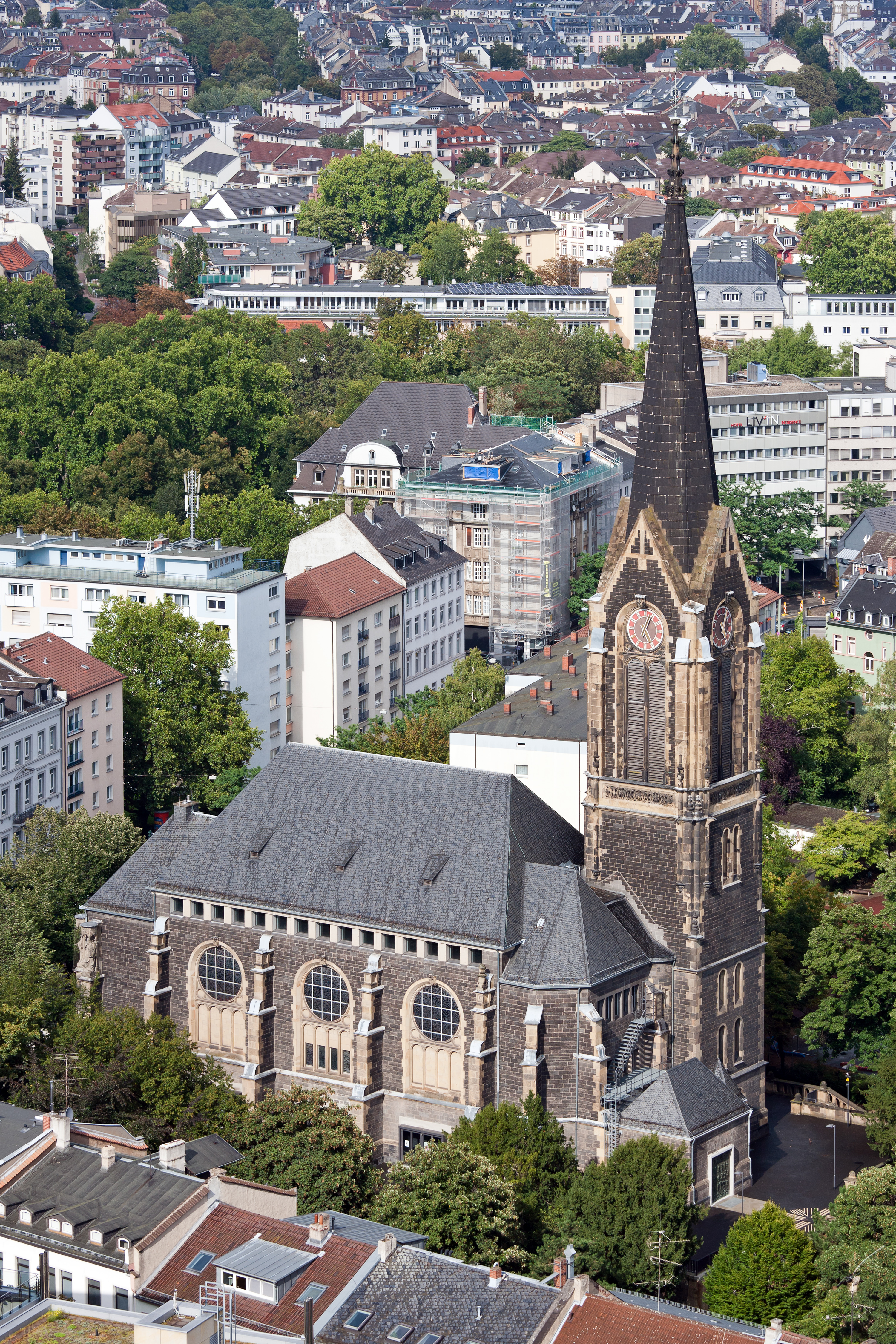
Peterskirche

Als letzte der im Krieg zerstörten Innenstadtkirchen erhielt die Peterskirche beim Wiederaufbau 1964 ihr heutiges Geläute aus vier Glocken, die ebenfalls von der Firma Rincker stammen. Sie wiegen zusammen 5013 kg und tragen die Namen:

| Nr. | Name            | Schlagton (HT-1/16) | Gewicht (kg) | Durchmesser (mm) | Inschrift                                                                                        |
| 1   | Frohe Botschaft | cis1 −5             | 1907         | 1468             | Gehet hin in alle Welt und predigt das Evangelium aller Kreatur. (Mt 16,15 ) Frohe Botschaft.    |
| 2   | Freude          | e1 −4               | 1374         | 1315             | Freuet euch in dem Herrn alle Wege und abermals sage ich freuet euch. (Phil 4,4 ) Freude.        |
| 3   | Friede          | fis1 −2             | 1009         | 1178             | Christus spricht: Den Frieden lasse ich euch, meinen Frieden gebe ich euch. (Joh 14,27 ) Friede. |
| 4   | Freiheit        | gis1 −4             | 723          | 1050             | So bestehet nun in der Freiheit, zu der uns Christus befreiet hat. (Gal 5,1 ) Freiheit.          |

### Paulskirche

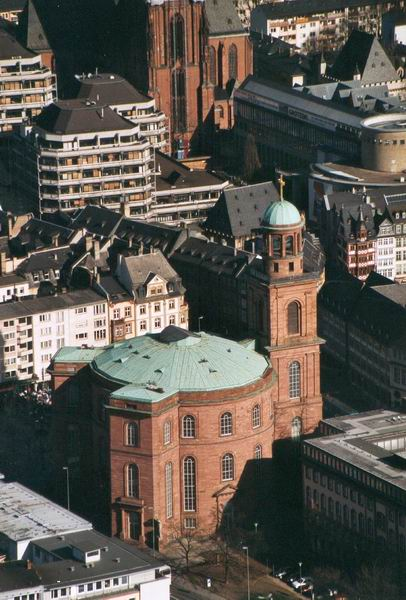
Paulskirche

Die Paulskirche hatte beim Wiederaufbau 1948 zunächst ein musikalisch misslungenes Geläute erhalten, das zudem nicht zum später entstandenen Konzept des Stadtgeläutes passte. Die Handelskammer der britischen Besatzungszone hatte eine monumentale Stahlglocke gestiftet, die Evangelische Kirche in Thüringen vier Bronzeglocken der Gießerei Schilling in Apolda. Alle Glocken waren musikalisch misslungen, was bei der Stahlglocke an ihrer falschen Konstruktion und bei den Bronzeglocken an dem zeitbedingten Mangel an hochwertiger Glockenbronze lag. Musikalischen Wert hatte nur die historische Christusglocke von 1830.
Erst anlässlich der umfassenden Kirchenrenovierung 1987 wurde der Plan des Glockensachverständigen Paul Smets vollendet. Die Nachkriegsglocken wurden dem Historischen Museum übergeben, in dessen Bestand man inzwischen zwei erhalten gebliebene Glocken der Paulskirche von 1685 und 1830 wiederentdeckt hatte. Die drei historischen Glocken wurden 1987 durch drei neue Glocken der Karlsruher Glocken- und Kunstgießerei ergänzt.
Die Bürgerglocke (fis0) erinnert an die Proklamation der Bürger- und Menschenrechte durch die Nationalversammlung. Sie trägt die Inschrift BÜRGERGLOCKE HEISSE ICH / DER BÜRGER RECHTE KÜNDE ICH / DIE KARLSRUHER GLOCKENGIESSEREI GOSS MICH 1987 und ein Bilderband mit Ereignissen der deutschen Geschichte 1848 bis 1949. Sie ist eine der größten nach dem Zweiten Weltkrieg in Deutschland entstandenen Glocken. Die Stadtglocke (h0) soll an die Toten des Krieges und die Zerstörung der Stadt erinnern.
Die historische Christusglocke cis1 löste sich beim Stadtgeläut am Pfingstsamstag 1997 aus ihrem Joch und stürzte herab, wobei sie vollkommen zerstört wurde. Als Ersatz goss die Firma Rincker in Sinn 1998 eine neue gleichschwere cis1-Glocke, die Jubiläumsglocke, benannt nach dem 150-jährigen Jubiläum der Frankfurter Nationalversammlung.
Die Paulskirche hat somit heute ein Geläute aus zwei historischen und vier modernen Glocken mit einem Gesamtgewicht von 15942 kg. Damit ist es nach dem Domgeläute das zweitgrößte in Frankfurt.

| Nr. | Name            | Schlagton (HT-1/16) | Gewicht (kg) | Durchmesser (mm) | Gießer, Gussort                               | Gussjahr |
| 1   | Bürgerglocke    | fis0 +1             | 8590         | 2266             | Glocken- und Kunstgießerei, Karlsruhe         | 1987     |
| 2   | Stadtglocke     | h0 +1               | 3690         | 1689             | Glocken- und Kunstgießerei, Karlsruhe         | 1987     |
| 3   | Jubiläumsglocke | cis1 +6             | 1755         | 1466             | Glocken- und Kunstgießerei Rincker, Sinn      | 1998     |
| 4   | Barfüßerglocke  | e1 +10              | 970          | 1187             | Benedict Schneidewind, Frankfurt am Main      | 1685     |
| 5   | Dankesglocke    | g1 +1               | 500          | 981              | Gebrüder Barthels & Mappes, Frankfurt am Main | 1830     |
| 6   | Lutherglocke    | h1 +5               | 437          | 860              | Glocken- und Kunstgießerei, Karlsruhe         | 1987     |

### Karmeliterkloster

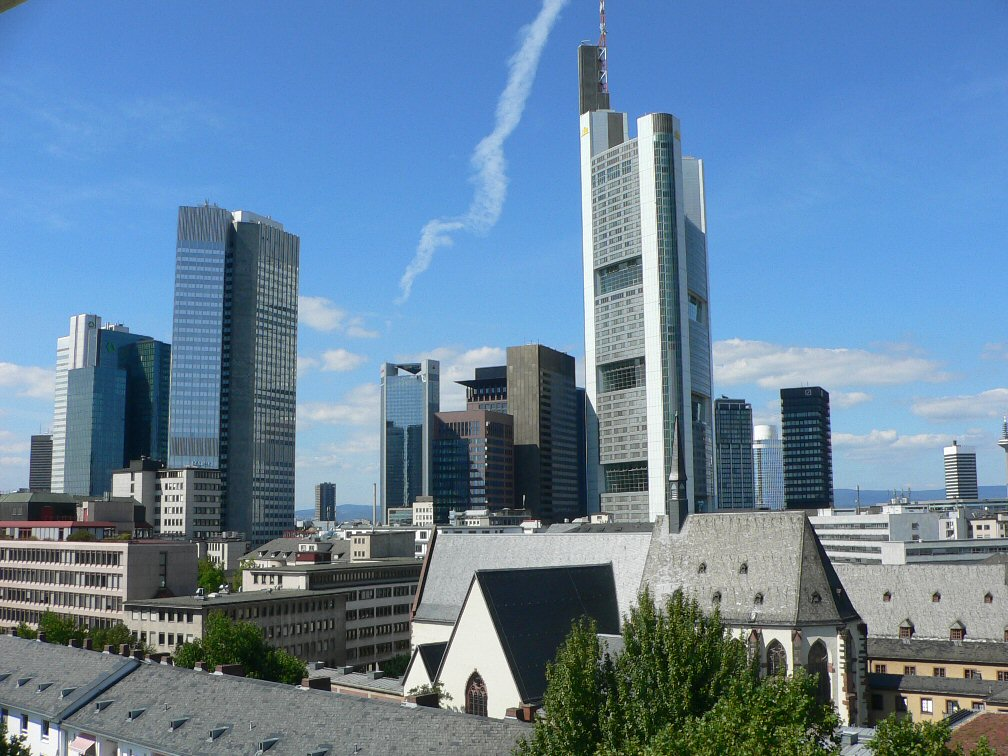
Karmeliterkloster

Das Karmeliterkloster erhielt 1995 vier kleine Zimbelglocken, die den Diskant des Stadtgeläutes bilden. Damit war die Disposition des Stadtgeläutes nach über 40 Jahren vollendet. Die Stimmung der Glocken ist allerdings eine Oktave höher als 1954 von Paul Smets geplant, das Gesamtgewicht beträgt daher statt 585 nur 141 kg.

| Nr. | Name              | Schlagton (HT-1/16) | Gewicht (kg) | Durchmesser (mm) | Inschrift |
| 1   | Karmeliterglocke  | c3 +3               | 53           | 425              | Karmeliterglocke heiße ich. Karl Andrassy gab mich. Rincker in Sinn goß mich 1995 |
| 2   | Weißfrauenglocke  | d3 +3               | 42           | 388              | O maria magdalena dulcis dei philomela MCCCLXXIX („O Maria Magdalena, süße Nachtigall Gottes 1479“). 1479 Martin Moller goß mich. 1875 verbrannte ich. 1995 Walter Pinger gab mich neu. |
| 3   | Heiliggeistglocke | f3 +3               | 26           | 328              | Veni sancte spiritus reple tuorum corda fidelium 1723. 1972. 1995. („Komm Heiliger Geist, erfülle die Herzen deiner Gläubigen“.) |
| 4   | Gemperlin         | g3 +3               | 20           | 299              | Gemperlin nominata sum eque sororibus una. Quae paschales cantant voce quaterna. Urbi cives largi dono nosque dederunt. 1954 Frankfurter Großes Stadtgeläute. 1995 („Gemperlin bin ich genannt und bin eine der Schwestern, die das Osterlob vierstimmig singen. Der Stadt schenkten uns freigebige Bürger“.) |

## Rundgang
Es gibt keinen Ort, von dem aus alle am Stadtgeläute beteiligten Glocken gleichzeitig zu hören sind. Vielmehr erschließt sich das Klangerlebnis nur durch einen Spaziergang. Erst dadurch kann man zu allen Kirchen, die sich auf ein Gebiet von ca. 1,1 × 0,75 km verteilen, eine Position einnehmen, die es erlaubt, alle Einzelgeläute zu hören, denn Klangweite und Stimmdurchsetzung der einzelnen Glocken sind sehr unterschiedlich. Da der Klang durch die dichte Bebauung der Innenstadt vielfach gebrochen und reflektiert wird, können sich die Klangeindrücke oft innerhalb weniger Meter entscheidend verändern.
Da ein Stadtgeläute nur 30 Minuten dauert, sollte der Zuhörer dabei fast ununterbrochen in Bewegung bleiben, um alle Kirchen besuchen zu können; je nach Witterung kann es auch sinnvoll sein, den Weg mit einem Fahrrad zu absolvieren, was einen schnelleren Ortswechsel erlaubt. Allerdings kann es dabei zu erheblichen Behinderungen durch Fußgänger kommen, vor allem am Heiligen Abend, wenn tausende von Besuchern zum Stadtgeläute in die Innenstadt strömen. Die belebtesten Orte sind dabei meist die Neue Kräme, der Paulsplatz, der Römerberg und der Eiserne Steg.
Die folgende Beschreibung ist eine Möglichkeit, ein Stadtgeläute zu erleben:
Der Zuhörer beginnt an der Hauptwache mit dem Geläute der Katharinenkirche. Von dort führt der Weg über die Zeil bis zur Einmündung der Brönnerstraße. Hier sollte ein kleiner Abstecher hinüber zur Stephanstraße gehen, um die Peterskirche, die mit ihrem Geläute etwas dezentral liegt, gut hören zu können. Zurück auf der Zeil führt die Route in die Hasengasse direkt auf den Domturm zu, wo dessen mächtiges Geläute zum ersten Mal zu hören ist. Nach etwa 200 m geht es rechts durch die Töngesgasse. Am Liebfrauenberg ertönt das fünfstimmige Geläut der Liebfrauenkirche, und wenn der Besucher ein paar Meter weiter geht oder kurz rechts abbiegt, kombiniert sich deren Geläut mit dem der Katharinenkirche.
Vom Liebfrauenberg geht es die Neue Kräme hinunter zum Paulsplatz. Auf dem Weg dorthin tritt das große Geläute der Paulskirche immer deutlicher hervor. Nach der Überquerung der Braubachstraße erreicht der Zuhörer den Römerberg. Hier verbinden sich die drei Geläute der Paulskirche, der Nikolaikirche und des Domes miteinander.
Der Spaziergang führt über den Alten Markt in Richtung Dom, der an der Nord- und Ostseite umrundet wird. Dabei kann in Höhe des Domchores durch die Kannengießergasse das Geläute der Heiliggeistkirche gehört werden.
Der beste Klangeindruck des Domes ist südlich des Turmes vom Weckmarkt aus zu hören. Hier ist besonders am Heiligen Abend, wenn das Stadtgeläute bei Dunkelheit stattfindet, deutlich die Gloriosa in der beleuchteten Glockenstube zu sehen. Ihr Klang dominiert so, dass die anderen acht Domglocken an dieser Stelle kaum wahrgenommen werden.
Das ändert sich, sobald der Besucher ein paar Meter nach Westen in die Saalgasse geht und einen der Innenhöfe der dortigen Häuserblöcke betritt. Durch die Blockrandbebauung wird der Klang der Gloriosa so gedämpft, dass nun alle Domglocken und darüber die Glocken der Alten Nikolaikirche gehört werden können.
Von hier geht der Weg zum Main, der etwa in Höhe der Saalhofkapelle erreicht wird. Über den Fluss erklingen die Glocken der Dreikönigskirche. Geht man von hier aus wenige Meter nach Norden in Richtung Saalgasse, so sind plötzlich die Glocken dreier Kirchen (Dom, Dreikönig, St. Nikolai) zu hören.
Am Mainufer entlang geht die Beispielroute, am Eisernen Steg vorbei bis zum Leonhardstor, wo die Leonhardskirche mit ihren sechs Glocken zu hören ist. Auf dem Rückweg durch die Buchgasse erklingen noch die kleinen Glöckchen des Karmeliterklosters.
Der Paulsplatz eignet sich als Abschlussort des Großen Frankfurter Stadtgeläutes. Die große Bürgerglocke der Paulskirche läutet noch fünf Minuten nach.

## Das Stadtgeläute als Instrument der politischen Auseinandersetzung
2005 fiel der erste Advent in den November. Daraufhin hatte der Frankfurter Magistrat erstmals an einem Adventssonntag die Öffnung der Geschäfte in der Innenstadt gestattet, weil die bis dahin gültige Rechtslage nur an den Sonntagen im Dezember die Ladenöffnung verbot. Am 18. November 2005 teilten die Evangelische und Katholische Kirche in Frankfurt in einer gemeinsamen Pressekonferenz mit, dass die Glocken der Innenstadtkirchen am Samstag, den 26. November 2005 schweigen sollten als „Zeichen des stillen Protestes“ gegen den verkaufsoffenen ersten Adventssonntag. Die Kirchen sahen darin eine Abkehr von der „besonderen öffentlichen und politischen Wertschätzung der kirchlichen Feiertage“. Damit sei die Voraussetzung für das 1978 vertraglich vereinbarte Große Stadtgeläute von Seiten der Stadt entfallen. Die Katholische Kirche rief ihre Mitglieder zum Boykott des verkaufsoffenen Sonntages auf.
Erstmals seit 1978 fiel damit ein Stadtgeläute aus. Der Magistrat hatte erklärt, mit der Ladenöffnung am Ersten Advent 2005 sollte verhindert werden, dass die Frankfurter zum Einkaufen ins Umland abwanderten. In zahlreichen Gemeinden des Rhein-Main-Gebietes sowie in den großen Einkaufszentren waren die Geschäfte am Ersten Advent 2005 ebenfalls geöffnet.
Der Beschluss der Kirchen wurde in der städtischen Öffentlichkeit wochenlang kontrovers diskutiert. Der Präsident des Hessischen Einzelhandelsverbandes schätzte, dass über 90 % der Geschäfte in der Frankfurter Innenstadt und in Sachsenhausen am Ersten Advent 2005 geöffnet waren und bedauerte, dass man „im Vorfeld keinen vernünftigen Dialog geführt habe“.
Am 19. Dezember 2005 kündigte das Hessische Sozialministerium an, dass Hessen – sobald der Bund die gesetzliche Grundlage dafür geschaffen habe – ein eigenes Ladenöffnungsgesetz vorlegen werde. Am 23. November 2006 beschloss der Hessische Landtag das neue Ladenschlussgesetz, das am 1. Dezember 2006 in Kraft trat. Darin ist geregelt, dass künftig alle Adventssonntage von Sonderöffnungen frei bleiben müssen, auch wenn der erste Advent noch in den November fällt.

## Tonträger
- Stadtarchiv Frankfurt am Main (Hrsg.): Das Frankfurter Domgeläute und das Frankfurter Große Stadtgeläute. 1986. 2 Schallplatten 30 cm, stereo; mit Begleitheft von Konrad Bund (s. o.)
- Frankfurt am Main. Glocken, Glockenspiel, Großes Stadtgeläute. Axel-Gerhard-Kühl-Verlag, 1999, CD aufgenommen im Sommer 1999, digitale Qualität (DDD), mit ausführlichem Begleitheft.